# 長野県木曽青峰高等学校
長野県木曽青峰高等学校（ながのけん きそせいほうこうとうがっこう）は、長野県木曽郡木曽町にある県立高等学校。

## 概要
- 学科・クラス編成

理数科、普通科、専門科2学科(森林環境科・インテリア科)、定時制普通科と進学学科、専門学科そして定時制が集まった珍しい高校である。そのため各クラスなどでの活動や、学習が全く異なり大変個性のあるクラスが多々ある。専門学科である森林環境科、インテリア科は旧木曽山林高校時代以来の伝統がある全国有数の学科である。特に森林環境科は旧木曽山林高校の開校以来100年以上の歴史がある。なお、旧木曽山林高校当時森林環境科は林業科、インテリア科は工芸科と称していた。
- 専門科学類

分類上、森林環境科は農業科、インテリア科は工業科に属するが森林環境科は林業・農業・工業、インテリア科は家具生産・デザインを主としている。
- コース

2年次より森林環境科は
林業中心のScienceコース
農業中心のBusinessコース
インテリア科は
家具生産中心のProductコース
デザイン中心のDesignコース
に分かれて授業を行う。
- 取得可能資格

森林環境科は農業科ではあるものの、両コースともにアーク溶接作業者・ガス溶接作業者・車両系建設機械運転者・フォークリフト運転者・移動式クレーン運転士・床上操作式クレーン・各種危険物取扱者など工業系の資格も多く取得できる。
- 寮

森林環境科、インテリア科の生徒は男子寮の望岳寮があり木曽郡外はもちろん県外からの入学者もいる。そのため、専門科(森林環境科・インテリア科)には多くの中学から生徒が集まっている。
- 始業時刻

JRや路線バス等の本数が大変少ないため時間が限られ1限目の始業が8時20分と県内の全高校でもっとも早いことで知られている。
- 部活動

旧木曽山林高校時代より相撲部の活躍が著しく、合併後も全国大会等で優秀な成績を納めている。また、森林環境科からは大道久司（後の御嶽海）も卒業している。

## 設置学科
- 全日制
  - 理数科
  - 普通科
  - 森林環境科
  - インテリア科
- 定時制
  - 普通科

## キャンパス

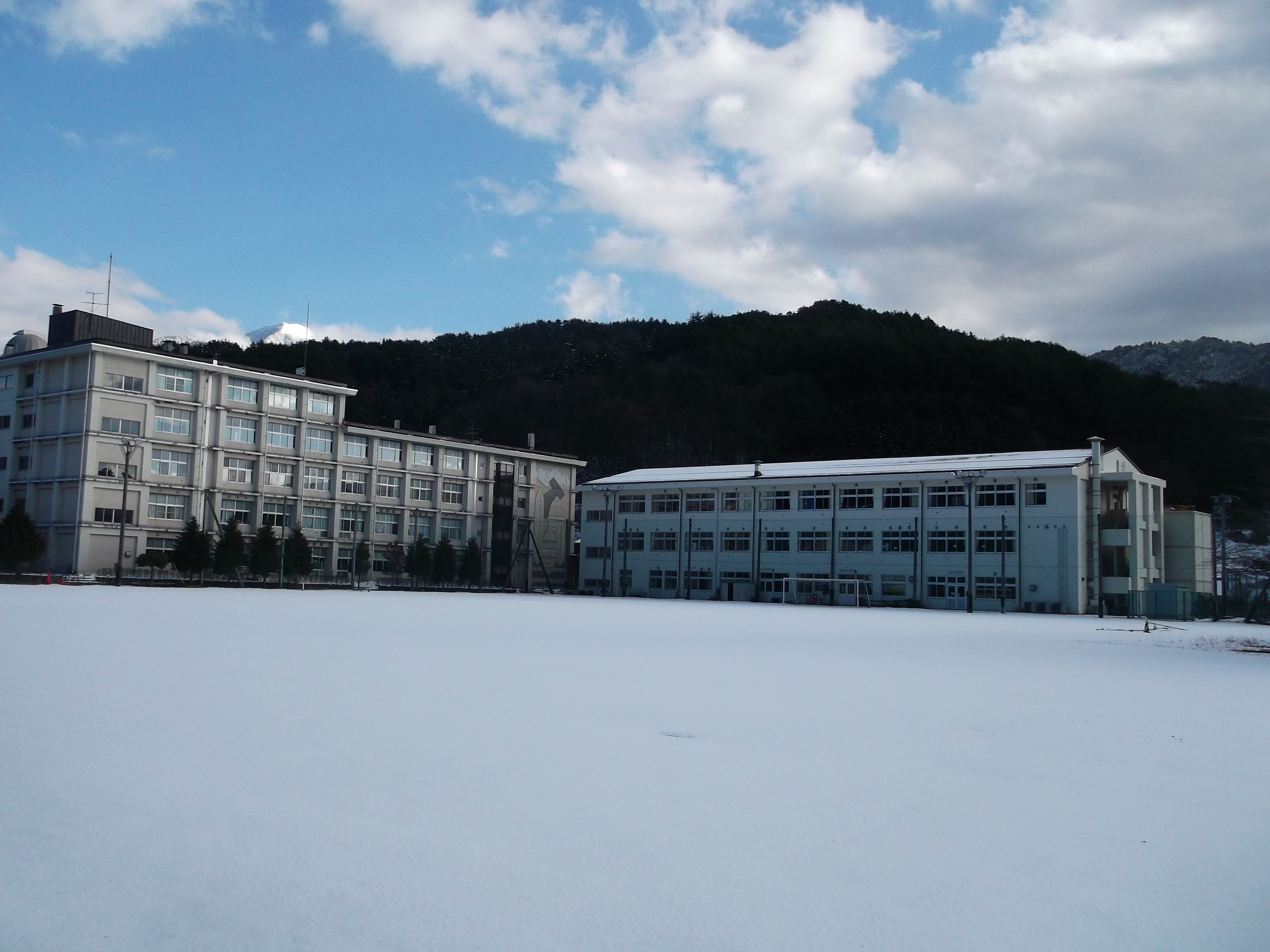
丘の上キャンパス

- 丘の上キャンパス（おかのうえキャンパス）は旧木曽高校の校舎を使用し理数科、普通科、森林環境科、インテリア科、定時制普通科がそれぞれ授業をうけている。

なお、2009年の校舎等の完全統合に伴い森林環境科、インテリア科の生徒が授業や実習を行う専門科棟が新設された。専門科棟内森林環境科のテクニカル実習室には500kg床上操作式クレーンが設置されており資格取得の練習などを行っている。またきのこ生産仕様の部屋が3部屋設置されておりバラエティに富んでいる。
- 新開キャンパス（しんかいキャンパス）は旧木曽山林高校の校舎を使用しており森林環境科の生徒が専用45人乗りバスで移動し座学は勿論、バックホーやフォークリフト、チェーンソー、製材機の実技実習などより実践的な授業を行っている。また、木曽青峰高等学校演習林もが隣接する。敷地内には木曽青峰高校演習林管理棟、演習林、室内相撲場、木曽山林資料館、信州木曽看護専門学校、ふくしま保育園がある。

- 演習林・畑  長野県有林を利用し木曽青峰高校演習林としている。66haの広大な森林である。畑は田尻実習区と万郡実習区があり演習林、畑共に森林環境科が実習を行っている。演習林には3年次の課題研究などの活動により設置されたモノレールが山内を走っている。山内の整備や経路補修、モノレールなどの完成は無限に限りなく、代々引き継がれていきより良い木曽の環境作り、持続可能な森林経営を目標に日々活動を行っている。

## 沿革
- 2007年4月1日 - 長野県木曽高等学校と長野県木曽山林高等学校が統合されて開校。
- 2009年4月1日-長野県木曽青峰高等学校として旧木曽高校と旧木曽山林高校が校舎、生徒会、文化祭などが完全統合。
- 2011年相撲部が全国レベルの各種大会にて上位入賞を果たした。
  - 高知県高知市で開催された全国高校相撲新人大会で団体準優勝
  - 石川県金沢市で開催された全国高等学校相撲金沢大会で団体3位入賞
  - 青森県十和田市で開催された全国高校相撲十和田大会で団体3位入賞
  - 大分県宇佐市で開催された全国高校選抜相撲大会で大道久司（後の御嶽海）が個人優勝

この年の全国高校相撲番付では東の大関となる快挙を成し遂げ完全統合からわずか2年で全国に木曽青峰相撲部の名前が知れ渡った。

## 出身者
木曽高等学校
- 宮下武四郎 - 元・日本製紙（株）代表取締役会長（現・相談役）
- 中村好郎 - 元・日本放送協会副会長
- 越和宏 - スケルトン選手（ソルトレイク・トリノオリンピック日本代表）
- 樋口隆昌 - 京都大学名誉教授（木材生化学）
- 林泰章 - 元・岡谷市市長 日本スケート連盟副会長（前会長代行） 長野県スケート連盟会長
- 小椋克己 - 元・高知県立坂本龍馬記念館長 元・高知放送報道部長
- 長瀬叶彦 - 元・長野県薬剤師会会長
- 森本岩雄 - 元・京都市立芸術大学教授
- 羽毛田陽吉 - 日本画家
- 松山実 - 元・関東西濃運輸社長
- 矢澤千宜 - 元・金沢大学大学院教授
- 兒野喜穂 - 帝京大学医学部助教授
- 飫冨延久 - 和光大学経済経営学部教授
- 中林喜代司 - 全国暴力追放運動推進センター担当部長 元・警視庁国際捜査課長、暴力団対策課長
- 小野晴弘 - 神奈川県藤沢市教育長
- 古畑公夫 - 北里大学薬学部教授
- 渡邊史郎 - 香川大学教育学部准教授（日本近代文学）
- 小林夏樹 - FM長野パーソナリティ
- 中谷文彦 - NHKアナウンサー

木曽山林高等学校
- 田中要次 - 俳優

木曽青峰高等学校
- 御嶽海久司 - 大相撲力士
- 藤本麻依子 - 女子ラグビー選手

## 最寄駅
東海旅客鉄道中央本線（中央西線）-木曽福島駅から徒歩10分

## 校歌
- 校歌 - ウェイバックマシン（2016年7月28日アーカイブ分）（作詞：古川進 作曲：啼鵬 ）